# Aptesis exquisita
Aptesis exquisita là một loài tò vò trong họ Ichneumonidae.